# Copa flavoplumosa
Copa flavoplumosa là một loài nhện trong họ Corinnidae.
Loài này thuộc chi Copa. Copa flavoplumosa được Eugène Simon miêu tả năm 1886.

## Hình ảnh

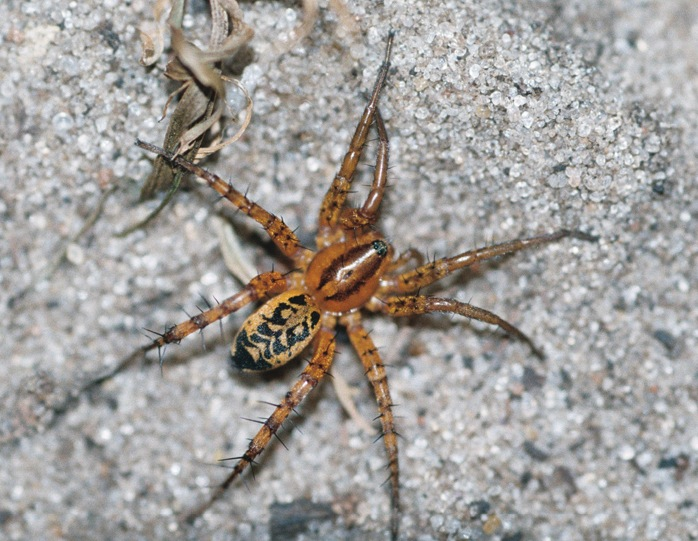
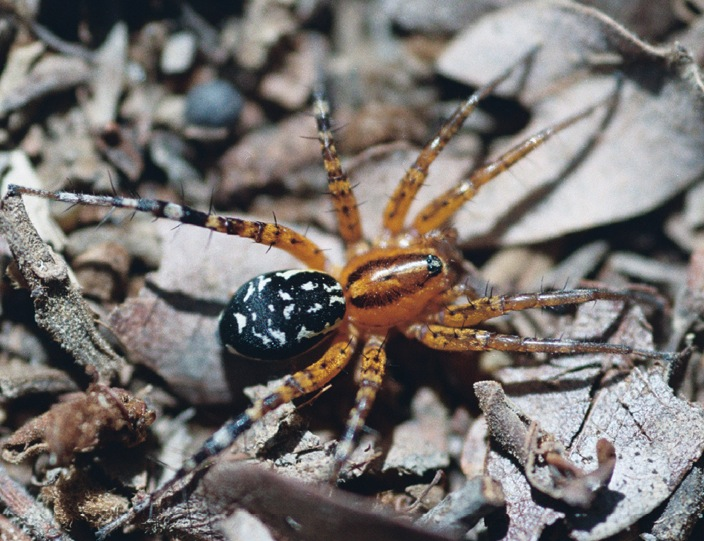
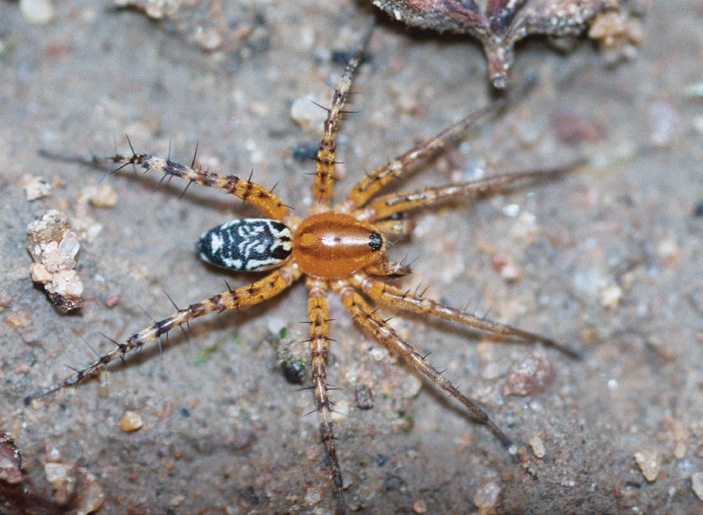
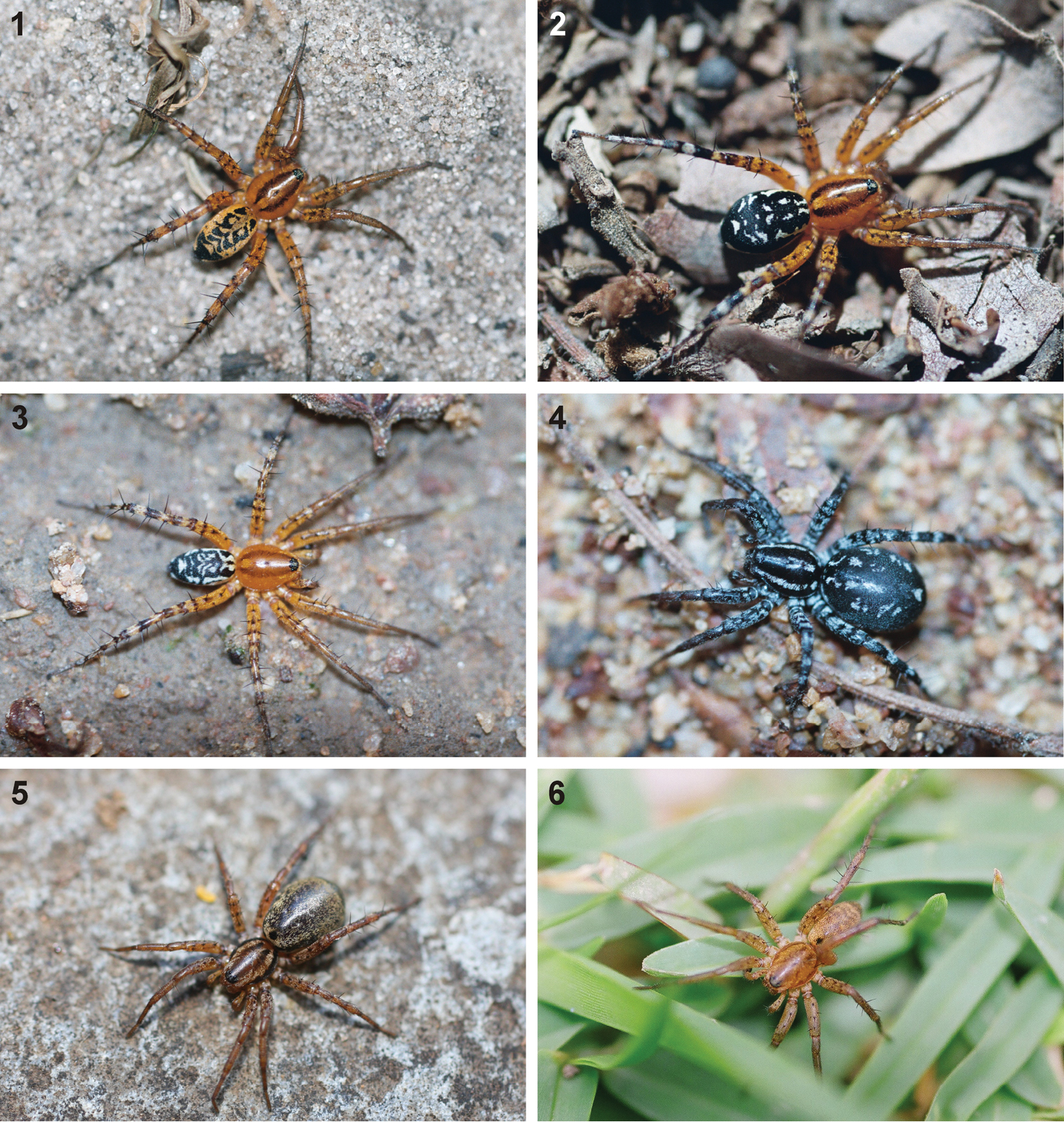